# Mailand–Sanremo 1971
Mailand–Sanremo 1971 war die 62. Austragung von Mailand–Sanremo, einem eintägigen Radrennen. Es wurde am 19. März 1971 über eine Distanz von 288 km ausgetragen.
Das Rennen wurde von Eddy Merckx vor Felice Gimondi und Gösta Pettersson gewonnen.

## Teilnehmende Mannschaften
| Profi-Radsportteams (16)- Molteni - Salvarani - Ferretti - BiC - Sonolor-Lejeune - Watney-Avia - Cosatto-Marsicano - Hertekamp-Magniflex - Goudsmit-Hoff - Peugeot-BP-Michelin - Filotex - Werner - Dreher - G.B.C.-Zimba - Zonca - Scic |
| |

## Ergebnis
| Rang | Fahrer                 | Team            | Zeit       |
| ---- | ---------------------- | --------------- | ---------- |
| 1    | Eddy Merckx            | Molteni         | 7h 21' 20" |
| 2    | Felice Gimondi         | Salvarani       | + 30"      |
| 3    | Gösta Pettersson       | Ferretti        | gl. Zeit   |
| 4    | Roberto Ballini        | Ferretti        | gl. Zeit   |
| 5    | Joseph Bruyère         | Molteni         | + 38"      |
| 6    | Jozef Spruyt           | Molteni         | + 45"      |
| 7    | Gianni Motta           | Salvarani       | + 47"      |
| 8    | Roger Rosiers          | BiC             | + 1' 22"   |
| 9    | Albert Van Vlierberghe | Ferretti        | gl. Zeit   |
| 10   | Yves Hézard            | Sonolor-Lejeune | + 2' 01"   |